# Ірванлу
Ірванлу (перс. ايروانلو) — село в Ірані, входить до складу дехестану Південний Назлуй у Центральному бахші шахрестану Урмія провінції Західний Азербайджан.